# Orthoclada
Orthoclada, es un género de plantas herbáceas perteneciente a la familia de las poáceas. Es originario de México, Sudamérica tropical y África.

## Especies
- Orthoclada africana
- Orthoclada laxa
- Orthoclada rariflora